# Dan Gardner
Dan Gardner (8 aprile 1968) è un saggista e giornalista canadese.
Dopo la laurea, è stato editorialista per il giornale Ottawa Citizen, scrivendo storie di giornalismo investigativo e su temi sociali. Nel 2015 è stato nominato direttore della rivista canadese Policy Options. Per il suo lavoro di giornalista ha vinto il National Newspaper Award, il Michener Award Citation of Merit, il Canadian Association of Journalists Award e l'Amnesty International Canada Media Award.
È membro onorario della Graduate School of Public Policy and International Affairs dell'Università di Ottawa e vive a Ottawa, in Canada.
I suoi libri sono tradotti in diverse lingue, tra cui francese, tedesco, olandese, svedese, giapponese, vietnamita.

## Opere
- Risk: The Science and Politics of Fear, Virgin Books, 2009 ISBN 978-0753515532
- The Science of Fear: How the Culture of Fear Manipulates Your Brain, Plume, 2009 ISBN 978-0452295469
- Future Babble: Why Expert Predictions Fail and Why We Believe them Anyway, Virgin Books, 2011 ISBN  0753522365
- Dan Gardner e Philip E. Tetlock, Superforecasting, Crown Publishers, 2015 ISBN 9780804136693
- Bent Flyvbjerg e Dan Gardner, How Big Things Get Done, Crown Currency, 2023, ISBN 978-0593239513